# Czyściec (gmina Kaźmierz)
Czyściec – osada w Polsce, położona w województwie wielkopolskim, w powiecie szamotulskim, w gminie Kaźmierz, zapewne tożsama z wsią o tej samej nazwie położoną w sąsiedniej gminie (zob. dyskusja artykułu).
W latach 1975–1998 miejscowość administracyjnie należała do województwa poznańskiego.